# Casa Llavasa
La Casa Llavasa és una casa de Durro al municipi de la Vall de Boí (Alta Ribagorça) protegida com a Bé Cultural d'Interès Local.

## Descripció
Unitat tipològica formada per casa, paller, era i cobert. La casa té dos pisos d'alçada i al superior hi ha un colomar.
Cal destacar la porta d'entrada amb llinda de pedra, porta de fusta i graons d'accés.
El cobert és de pedra amb dues arcades, petites finestres i teulada a dues aigües.